# GIRL FRIEND ARMY
『GIRL FRIEND ARMY』（ガール・フレンド・アーミー）は、カーネーションの7枚目のアルバム。1996年8月21日に日本コロムビアより発売。Deluxe Editionとしてボーナスディスクと2枚組でリマスタリングして再発売。
これまでに増してフォーク色、ロック色を強めた作品。シングル「グレイト・ノスタルジア／DRIVE」「Garden City Life」「Superman」が収録され、最大のヒットを記録したアルバム。「グレイト・ノスタルジア」でNHK「ポップジャム」に出演した。
キャッチコピーは「なんだか、泣けちゃうのさ。至福のこの一枚。」。
発売当時は東京都内の主要JRの駅構内にポスターが貼られ、メンバーもそれまでにない量のキャンペーン、ラジオ出演などをこなすなど、露出が大幅に増えた。
発売当時の宣伝用チラシには曽我部恵一、河相我聞、神森徹也、堂島孝平などがコメントを寄せている。
「今回のアルバムは女の子に捧げたい」と直枝政太郎がROCKIN'ON JAPAN誌のインタビューで語った通り、恋をする男の心情を情けないまでの率直さで綴った歌詞が印象的な作品である。
ジャケットは女性に囲まれるメンバーのコラージュ写真。

## 収録曲

### Disc1
1. Garden City Life
2001年公開の映画「man-hole」主題歌。
2. Superman
3. Something's Coming
4. 1/2のミッドサマー
5. My Little World
6. ニュー・サイクリング・ブギ
ボーカルは棚谷祐一。
7. コズミック・シーのランチ・タイム
8. DRIVE（L.A. Moonlight Mix）
コーラスは大野由美子(Buffalo Daughter)。
9. 100人のガールフレンド
10. Rocket Of Love
11. グレイト・ノスタルジア（August Version）
12. やめておくれ
ボーカルは直枝政太郎と大田譲。

### Disc2
1. やめておくれ（car over the lake dub）
タイトルは、オザーク・マウンテン・デアデヴィルズのアルバムより。
2. DRIVE
3. No Goodbye
原題は「さらば恋人ちゃん」。
4. I WANT YOU（Full Version）
原題は「Goin' Back」。
5. DRIVE（Demo）
6. Garden City Life（Home Demo）
7. 1/2のミッドサマー（Home Demo）
8. My Little World（Home Demo）
9. グレイト・ノスタルジア（Home Demo）
10. No Goodbye（Home Demo）
11. I WANT YOU（Home Demo）
12. Superman（REC/Rough Mix 96/05/07）
13. グレイト・ノスタルジア（REC/Basic Take 96/01/27）
14. やめておくれ（Home Demo）